# Agatònica, Pàpil, Carp i Agatodor de Pèrgam
Agatònica, Pàpil (o Pàmfil o Papiri), Carp i Agatodor de Pèrgam (morts a Pèrgam, ca. 170 o 250) van ser un grup de màrtirs, morts per defensar la seva fe cristiana, i venerats com a sants per diferents confessions cristianes. Eusebi de Cesarea, a la seva Història eclesiàstica, els situa durant la persecució de Deci. Carp era bisbe de Gòrdion (Àsia Menor); Pàpil (Πάπυλος) fou un metge nadiu de Thyatira (Lídia), de bona família i amb fills, que es va dedicar a la vida religiosa i fou ordenat diaca; Agatònica era germana de Pàpil, i Agatodor el servent d'aquesta. Els quatre van ésser arrestats i van ésser portats a Pèrgam davant Valeri, el governador romà de la regió.
Valeri els va interrogar i els digué que fessin sacrificis als déus pagans. Com que es van negar, al tercer cop que van fer-ho, Agatodor va ésser fuetejat fins a morir davant els altres, però no van canviar d'actitud. Carp va ésser torturat amb raspalls de ferro, com Pàpil i, en no abjurar de la fe, van ésser cremats a l'amfiteatre. Agatònica, mare i de gran vellesa, també va ésser portada a la foguera.
Un relat de la seva mort apareix als Acta Sanctorum basat principalment en Simeó Metafrastes. La seva memòria es commemora el 13 d'abril.